# Claude Olmos
Claude Olmos (* 22. Mai 1946 in Marseille; † 13. Dezember 2023 ebendort) war ein französischer Fusion-Musiker (Gitarre).

## Leben und Wirken
Olmos, der als Musiker Autodidakt ist, wurde zu Beginn seiner Karriere von den Beatles und Bluesmusikern wie B. B. King beeinflusst, deren Platten in Europa zu dieser Zeit in Umlauf kamen, und ließ sich von ihnen inspirieren, um seine im Wesentlichen pentatonische Musiksprache zu konstruieren. Zunächst spielte er in lokalen Gruppen, beginnend im Jahr 1965 mit den 5 Gentlemen (mit Guy Matteoni), einer Popgruppe aus Marseille, die in den 1960er-Jahren einige Titel wie „Dis-nous Dylan“ oder „Katioucha“ veröffentlichte und im Arsenal des galères am Alten Hafen von Marseille auftraten. In den folgenden Jahren verließ er Marseille und zog nach Paris, wo er sich verschiedenen Gruppen anschloss, darunter der Alan Jack Civilization. Christian Vander holte ihn 1973 in seine Progressive-Rock-Band Magma, zu hören auf den Alben Mekanïk Destruktïw Kommandöh (1973), Zühn Ẁöhl Ünsaï - Live 1974, Inédits, BBC 1974 und Marquee Club 1974, auf denen er auch unter dem kobaïanischen Pseudonym Zuhr Hamtaak geführt wurde. Daneben begleitete er verschiedene Varieté-Stars wie Sylvie Vartan, Michel Sardou und trat Ende der 1970er-Jahre dem Orchester von Johnny Hallyday bei. Des Weiteren wirkte Olmos bei Aufnahmen der Formationen Coeur Magique, Doc'DAïl, Roy Swart'S et Ses Blues Shakers (der auch André Jaume angehörte) und The Foxes mit.
In den 1980er-Jahren kehrte Olmos nach Marseille zurück, arbeitete aber weiterhin in verschiedenen Projekten in Paris. Anfang der 1990er-Jahre hielt er sich in Los Angeles auf; anschließend arbeitete er in Gruppen mit regionaler Ausrichtung wie den Godfathers of Jean Gomez und gab Konzerte mit zahlreichen Musikern, wie dem Bassisten Jacques Ménichetti.